# روغن کرچک

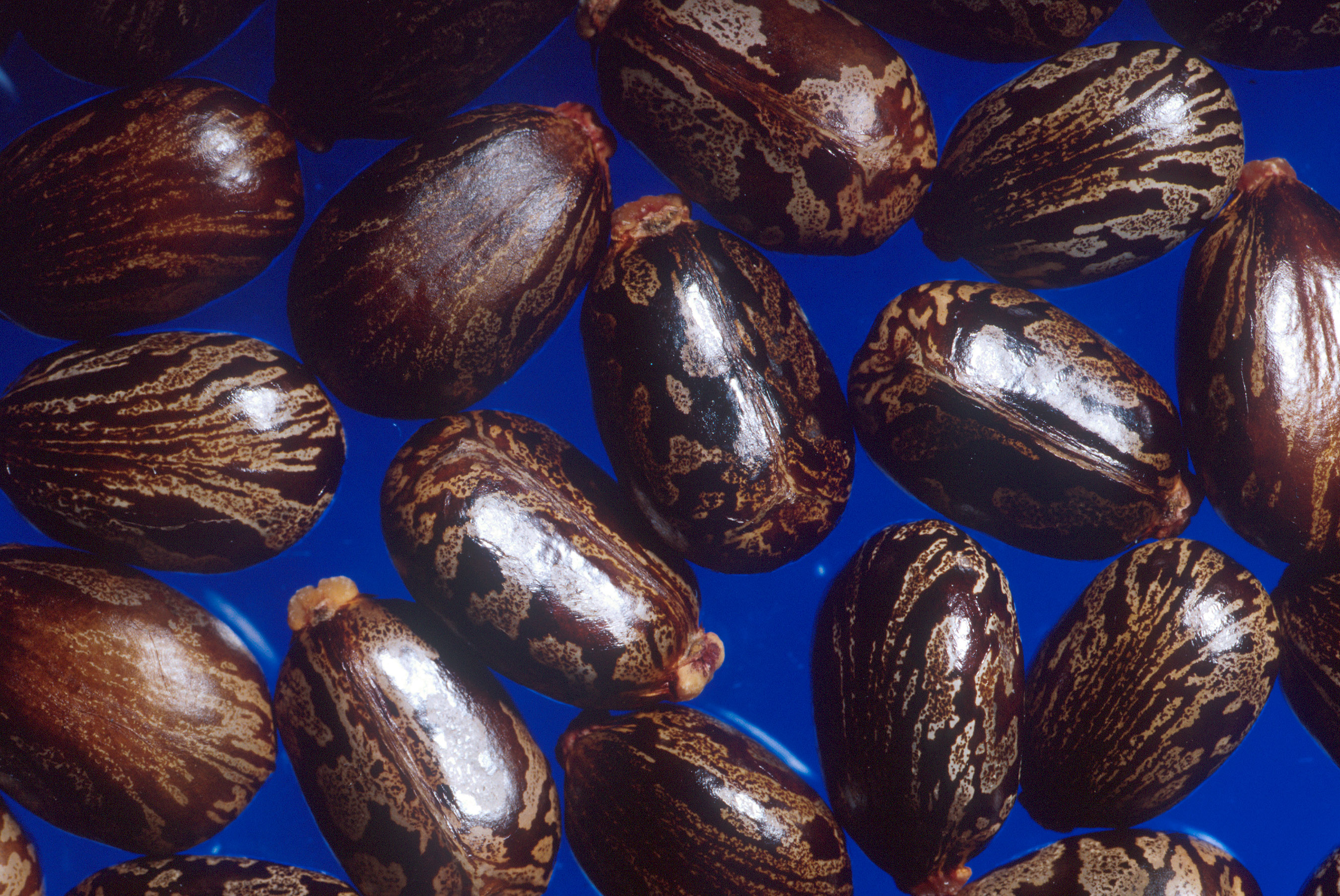
دانه‌های کرچک

روغن کرچک (به انگلیسی: Castor oil) یک روغن گیاهی است که از لوبیا کرچک گرفته می‌شود. این مایع بی‌رنگ تا زرد کم رنگ با طعم و بوی مشخص است. نقطه جوش آن ۳۱۳ درجه سانتی گراد (۵۹۵ درجه فارنهایت) و چگالی آن ۰٫۹۶۱ گرم بر سانتی‌متر مکعب است. این شامل مخلوطی از تری گلیسیریدها است که در آن حدود ۹۰ درصد اسیدهای چرب ریسینولات هستند. اولئات و لینولئات دیگر اجزای مهم هستند.

## کاربرد
روغن کرچک و مشتقات آن را در تهیهٔ سوپ، روغن هیدرولیک و روغن ترمز، رنگ، جوهر، انواع آستر، پلاستیکهای مقاوم در برابر سرما، واکس و دیگر مواد براق‌کننده، نایلون، عطر و … به کار می‌برند.
سم رایسین، از فراورده‌های جانبی است که ضمن تهیهٔ روغن کرچک به دست می‌آید.
تنها یک درصد از روغن کرچک تولید شده در سراسر جهان را صرف مصارف دارویی یا تولید فراورده‌های مفید برای سلامتی می‌کنند. از روغن کرچک برای درمان یبوست و همچنین، به عنوان مادهٔ استفراغ آور استفاده می‌شود (در مواردی که لازم است فرد استفراغ نموده و محتویات معده خود را به هر دلیل تخلیه نماید). مصرف زیاد روغن کرچک در زنان باردار می‌تواند سبب زایمان زودرس در آن‌ها شود. البته مصرف بسیار زیاد آن (مثلاً یک بطری روغن) می‌تواند کشنده باشد. روغن کرچک بدبو و بدمزه است و از این رو مشهور است.

## گیاه کرچک
نام علمی: Ricinus Communis
نام انگلیسی: Castor bean plant
کرچک‌ها گیاهانی یک پایه بوده و روی گل آذین خوشه، به رنگ سبز و در بعضی از انواع گل‌های یک پایه قرمز بدون گلبرگ. گل‌های نر به رنگ زرد مایل به سبز با پرچم خامه‌ای و روغن دار برجسته در خوشه‌ای تخم مرغی شکل به طول حداکثر ۱۵ سانتی‌متر. گل‌های ماده، در قسمت فوقانی خوشه به رنگ قرمز و برجسته قرار گرفته‌اند.
میوه کرچک به صورت کپسول کروی و خاردار متمایل به سبز (یا قرمز-ارغوانی) می‌باشد که در هنگام رسیدن سخت و شکننده می‌شود و دانه‌ها به شکل بیضوی پهن و و به شکل دانههای لوبیا و دارای پوسته براقی می‌باشند؛ که درون آن‌ها یک مغز کرم یا سفید بسیار روغنی قرار دارد. دانه گیاه متمایل به رنگ قهوه‌ای و تا حد زیادی سمی بوده، ریسین یک پروتئین بسیار سمی است که در دانه‌های کرچک وجود دارد. پوست این دانه‌ها حاوی این سم است که یکی از کشنده‌ترین سموم طبیعی دنیا است. دانه‌های کرچک دارای یک زائده زگیل مانند به نام Caruncle هستند، که نوعی از Elaiosome است. ترویج و پراکندگی دانه‌های Caruncle توسط مورچه‌ها صورت می‌پذیرد.

## نامگذاری
نام ریسینوس (Ricinus) بر گرفته از یک اصطلاح لاتین به معنای "کنه سگی" می‌باشد. علت این نامگذاری شباهتی بود که میان دانه این گیاه و کنه‌هایی که معمولاً در سگها دیده می‌شود. در واقع این اسم به دانه‌ها نسبت داده شده چون دانه‌ها در این گیاه بخش مهمتری هستند. اسم عام و متعارف "روغن کرچک – Castor oil" احتمالاً جایگزینی برای نام Castoreum می‌باشد؛ که یک ماده اصلی در صنعت عطرسازی و همچنین به عنوان طعم دهنده استفاده می‌شود که از غدد ترشحی مقعد و مثانه خشک شده سگهای آبی گرفته می‌شود. کرچک یک نام متعارف دیگر به نام "دستان حضرت مسیح" یا “Palm of Christ” دارد که برگرفته از شهرت و توانایی روغن کرچک در شفای زخم و درمان درد می‌باشد

## خواص دارویی
روغن کرچک استفاده‌های زیادی در پزشکی و درمانی دارد و همچنین کاربردهای مختلف دیگری نیز دارد.
عصاره الکلی برگ‌های کرچک، بر روی موشهای آزمایشگاهی نشان داده‌است که از کبد در مقابل آسیب دیدگی از سموم حفاظت می‌کند. یکی از کاربردهای روغن کرچک دارویی مصرف آن به عنوان یک داروی ملین است، روغن کرچک یک ملین طبیعی و قوی است. عصاره‌های متانولیکی برگ‌ها در تست ضدمیکروبی در مقابل باکتری‌های بیماری‌زا در موشها آزمایش شده و موشها خواص ضد میکروبی نشان داده‌اند. لازم است ذکر شود که عصاره‌ها سمی نمی‌باشند. پوسته هسته لوبیایی شکل کرچک در دوزهای پایین‌تر بر روی سیستم اعصاب مرکزی تأثیر گذاشته‌است. در دوزهای بالاتر موشها به سرعت مرده‌اند. عصاره آب پوست ریشه کرچک علایم درد را در موشها نمایان می‌کند. خواص ضد حساسیتی یا آنتی هیستامینی و ضد التهابی نیز در عصاره الکلی پوسته کرچک دیده شده‌است.

## کاربردهای دیگر
عصاره کرچک خواص حشره کش و کنه کش دارد که به‌طور مثال بر ضد کنه haemaphysalis bispinosa یا انگل‌هایی مانند hamatophagous و Hippobosca maculate می‌باشد.
مردم قبایل بودو (Bodo) در کشور هندوستان از برگ‌های این گیاه برای تغذیه و پرورش کرم ابریشم استفاده می‌کنند.
روغن کرچک برای نرم نمودن و روغن کاری موتورها نیز کاربرد دارد و به عنوان مثال در هواپیماهای جنگ جهانی اول مورد استفاده بود و همچنین برای برخی از ماشینهای مسابقه و بعضی هواپیماهای مدل. البته باید توجه داشت که هرگز نباید با محصولات نفتی مخلوط گردد؛ لذا روغن کرچک در خیلی از مواقع جایگزین مناسبی برای روغنهای مصنوعی می‌باشد.

## کاربردهای جغرافیایی و بومی
اگرچه کرچک گیاهی بومی در مناطق آسیای جنوبی و مدیترانه و شرق آفریقا و هندوستان می‌باشد، امروزه تقریباً در همه دنیا گسترش پیدا کرده‌است. به‌طور کلی در کلیه مناطقی که از نظر شرایط آب و هوایی مناسب باشد به صورت خودرو تکثیر و گسترش می‌یابد.
همچنین به عنوان گیاهی تزئینی و قیمتی در پارکها و مکانهای عمومی مورد استفاده قرار می‌گیرد. گیاه فوق در شرایط گلخانه و در دمای حدود ۲۰ درجه سانتی گراد می‌تواند حدوداً تا ارتفاع ۲ تا ۳ متر در سال رشد نماید. یخبندان و سردی هوا عاملی است که رشد و نمو گیاه را محدود می‌کند به‌طوری‌که در دمای کمتر معمولاً به شکل بوته و ارتفاعی کمتر رشد می‌نماید. اگر چه گیاه کرچک در مناطق سردسیر مانند جنوب انگلستان نیز توانسته رشد داشته باشد و همچنین در ایالاتی از کانادا و آمریکا مانند جنوب کالیفرنیا و لس آنجلس.

## همزیستی متقابل گیاه و حیوان
گیاه کرچک میزبان و پذیرای پروانه مشهور کرچک به نام (Ariadne merione) و همچنین گونه‌ای از کرمهای ابریشم و تعدادی از حشرات دیگر می‌باشد. برگ‌های گیاه برای تغزیه لارو حشرات مورد استفاده قرار می‌گیرد.

## سمیت
مقدار سمیت دانه‌های کرچک خام به درصد و اندازه سم ریسین بستگی دارد. اگر چه مقدار دوز کشندگی سم برای بزرگسالان در حدود ۴ تا ۸ دانه هسته شناسایی شده، اما در حقیقت گزارشات ناشی از مسمومیت افراد از این دانه‌ها بسیار نادر می‌باشد.
بر اساس گزارشهای کتاب گینس در سال ۲۰۰۷، این گیاه سمی‌ترین گیاه در جهان محسوب شده بود. با وجود این، خودکشی از طریق بلعیدن دانه‌های کرچک در کشورهایی مانند هندوستان که این گیاه به صورت خودرو در کنار جاده‌ها می‌روید هیچ وقت گزارش نشده. چرا که مسمومیت با ریسین بسیار دردآور و نامطبوع بوده و در عین حال همراه با تهوع، اسهال، تپش قلب، کاهش شدید فشار خون و حملات شدید می‌باشد. هر چند، سم حاصل از کرچک طی فرایندهایی خاص با غلیظ نمودن عصاره آن بسیار شباهت به عمل عصاره‌گیری در بادام دارد.
اگر ریسین بلعیده شود نشانه‌های آن حدوداً تا ۳۶ ساعت بعد نمایان می‌شود اما در عرض ۲ تا ۴ ساعت بعد اثر گذاشته و فرد را به کشتن می‌دهد؛ که این علایم با احساس برافروختگی در دهان و حنجره آغاز و شامل دردهای شکمی، اسهال خونی (که خود به تنهایی در طی چند روز متوالی تمام آب بدن فرد را کشیده و باعث مرگ می‌گردد) و کاهش شدید فشار خون می‌باشد؛ که پس از گذشت ۳ تا ۵ روز شخص می‌میرد مگر اینکه قبل از بروز و گسترش علائم فوق به‌طور کامل شستشو داده و سم زدایی شود.
مسمومیت زمانی رخ می‌دهد که دانه‌های کرچک توسط حیوانات یا حتی انسان‌ها شکسته و جویده شوند، به‌طوری‌که دانه‌های سالم و نجویده شده بدون خارج نمودن سم از سیستم دستگاه گوارشی عبور و دفع می‌شود. مقدار سم برای کشتن حیوانات به قرار ذیل می‌باشد: ۴ دانه برای خرگوش، ۵ دانه برای گوسفند، ۶ دانه یا بیشتر برای اسب، ۷ دانه برای خوک و ۱۱ دانه برای سگ و اردکها در برابر این سم کاملاً مقاوم بوده به‌طوری‌که حدوداً ۸۰ دانه ممکن است باعث مرگ در آن‌ها گردد.
این سم یک محافظ طبیعی در برابر شپش نیز می‌باشد؛ لذا ماده ریسین در صنعت برای تولید حشره کش‌ها مورد استفاده قرار می‌گیرد. همچنین برای تولید اسیدی جهت قارچ کشی هم کاربرد دارد. لازم است ذکر شود که روغن کرچکی که برای مصارف داخلی و خارجی در بازار وجود دارد به هیچ عنوان سمی نبوده.

## ترکیبات شیمیایی
ترکیبی از سه نوع ترپنوئید (ضد باکتری و ضد سرطان) و توکوفرول در کرچک یافت شده. در عصاره کرچک ترکیباتی شامل هیدروکسی کاتها، متوکسی، اپوکسی، اکسو اسیدها و غیره می‌باشد. نیمی از دانه‌های کرچک را روغن تشکیل می‌دهد. روغن کرچک دارای ریسی نولیین می‌باشد که گلیسیرید اسید ریسینولییک است. از ریسین تفکیک شده عصاره متانول نیز به دست می‌آید.
روغن کرچک یک روغن گیاهی به دست آمده با فشار دادن دانه‌های گیاه کرچک است. (ریسینوس کامیونیس)
نام مشترک روغن کرچک که از آن گیاه نام خود را احتمالاً به عنوان جایگزینی برای کاستریوم استفاده می‌کند پایگاه محصولات مراقبت از پوست خشک شده غدد باشد. (کاستور در لاتین)
روغن کرچک یک مایع زرد رنگ بسیار کم رنگ و بی‌رنگ با طعم مشخص و بویی یک باره برای اولین بار است.
نقطه جوش آن ۳۱۳ درجه سانتی گراد و ۵۹۵ درجه فارنهایت می‌باشد و چگالی آن ۹۶۱ کیلوگرم بر متر مکعب می‌باشد.
این تری گلیسیرید که در آن در حدود ۹۰ درصد از زنجیره اسید چرب ریسینو لئیک می‌باشد.
اولئیک اسید و لینولئیک اسید از دیگر اجزای قابل توجه می‌باشند.
روغن کرچک و مشتقات آن در ساخت صابون‌ها روان‌کننده‌ها مایعات هیدرولیک و ترمز رنگ پوشش‌ها جوهر پلاستیک مقاوم در برابر سرما واکس و پالش نایلون مواد دارویی و عطر استفاده می‌شود.
روغن کرچک معروف به عنوان یک منبع از اسید ریسینولئیک اشباع با اسید چرب ۱۸ کربنه می‌باشد.
در میان اسیدهای چرب اسید ریسینولئیک غیرمعمول است که در آن یک گروه عاملی هیدروکسیل بر روی کربن ۱۲ قرار دارد. این گروه عاملی باعث می‌شود تا روغن کرچک و اسید ریسینوئیک از باقی چربی‌ها قطبی تر شوند.
واکنش‌های شیمیایی از گروه الکل و همچنین مشتق شیمیایی را اجازه می‌دهند که با اکثر دیگر دانه‌های روغنی ممکن نیست. چرا که از محتوای اسید ریسینولئیک است روغن کرچک یک ماده شیمیایی با ارزش در مواد خام است و دارای قیمت بالاتر نسبت به سایر روغن دانه‌ها می‌باشد. به عنوان مثال در ژوئیه ۲۰۰۷ روغن کرچک در حدود ۰٫۹۰ دلار در ایالات متحده آمریکا به فروش می‌رسد. در حالی که روغن سویا روغن آفتاب گردان و روغن کانولا در حدود ۰٫۳۰ دلار به فروش می‌رسد.
گیاه کرچک در یک گونه گیاه گلدار در خانواده فرفیون است. آن را متعلق به یک جنس چند وجهی می‌دانند.
تکامل کرچک و ارتباط آن با گونه‌های دیگر در حال حاضر در حال مطالعه با استفاده از ابزارهای مدرن ژنتیکی می‌باشد. بذر آن دانه کرچک نام دارد که با وجود این لوبیا درست نمی‌باشد. کرچک بومی در حوضه جنوب شرقی دریای مدیترانه شرق آفریقا و هند است. اما در سراسر مناطق گرمسیری به عنوان یک گیاه زینتی کشت می‌شود. دانه کرچک منبع روغن کرچک می‌باشد که دارای طیف گسترده‌ای از کاربردها می‌باشد. دانه‌ها شامل ۴۰ تا ۶۰ درصد روغن که غنی از تری گلیسیرید و عمدتاً ریکینولئین می‌باشد هستند. دانه شامل سمی می‌باشد که در حال حاضر با غلظت‌های کمتر در سراسر گیاه وجود دارد. گونه‌های گیاهی نامربوط فتسیا ژاپنی در ظاهر مشابه می‌باشند ولی به عنوان گیاه کرچک نادرست است.
گیاه روغن کرچک می‌تواند تا حد زیادی در عادت رشد و ظاهر آن متفاوت باشد.
پرورش دهندگان برای تولید روغن در طیف وسیعی از ارقام برگ و رنگ گل تنوع داده‌اند.
سرعت رشد گیاه برابر با یک درختچه چند ساله است که می‌تواند به اندازه یک درخت کوچک حدود ۱۲ متر یا ۳۹ فوت رشد کند. اما این درختچه نسبت به سرما مقاوم نیست.
این گیاه برگ‌های براق ۱۵ الی ۴۵ سانتی‌متری دارد و دارای برگ‌هایی با ۵ تا ۱۲ لوب عمیق با بخش‌های دندانه دار درشت است.
در برخی از انواع آن برگ‌ها در ابتدا مایل به قرمز ارغوانی تیره یا برنز هستند.
در زمان جوانی به تدریج در حال تغیر به رنگ سبز تیره می‌شوند و
گاهی تمایل به قرمز دارد.
البته در بعضی از گونه‌ها برگ‌ها از همان ابتدا به رنگ سبز هستند در حالی که در عین حال دیگررنگدانه‌ها رنگ سبز را از بخش‌های کلروفیل دار همانند برگ ساقه و میوه‌های جوان اند به‌طوری‌که آن‌ها در سراسر زندگی گیاه به صورت چشمگیر ارغوانی به قهوه‌ای قرمز در سراسر زندگی گیاه باقی می‌مانند. گیاهان با برگ‌های تیره را می‌توان در هنگام رشد با برگ سبز یافت؛ بنابراین حداقل احتمالاً تنها یک ژن واحد کنترل تولید رنگدانه در برخی از ارقام وجود دارد.
ساقه‌ها (کروی و کپسول بذر خاردار) نیز در رنگ‌های متفاوت وجود دارند.
کپسول میوه برخی از گونه‌ها زرق و برق دار تر از گل می‌باشد.
روغن کرچک یک روغن گیاهی است که با فشار دادن دانه‌های گیاه کرچک به دست می‌آید.

## ریسین
دانه کرچک حاوی ریسین، یک پروتئین سمی است. حرارت در طی فرایند استخراج روغن سبب دناتوره شدن و غیرفعال شدن پروتئین می‌شود. با این حال دانه‌های برداشت شده کرچک ممکن است بدون خطر نباشد. ترکیبات آلرژی زا پیدا شده در سطح گیاه می‌تواند سبب آسیب‌های عصبی و دائمی شود. برداشت دانه‌های کرچک یک خطر برای سلامتی انسان ایجاد شده. هند، برزیل وچین عمده‌ترین تولیدکنندگان محصول هستند و کارگران از کار کردن با این گیاهان دچار عوارض جانبی مضر شده‌اند. این مسائل بهداشتی علاوه بر نگرانی در مورد محصول فرعی سمی (ریسین) از تولید روغن کرچک، برای دستیابی به منابع جایگزین برای اسیدهای چرب هیدروکسی تشویق کرده‌است. در روش دیگر، برخی از محققان در حال تلاش برای تغییر و اصلاح ژنتیکی گیاه کرچک برای جلوگیری از سنتز ریسین هستند.

### کاربرد
سالانه ۲۷۰۰۰۰ تا ۳۶۰۰۰۰ تن (به ارزش ۶۰۰ تا ۸۰۰ میلیون پوند) از روغن کرچک در صنعت استفاده می‌شود و مشتقات آن کاربردهای بسیاری در ساخت صابون‌ها، روان‌کننده‌ها، مایعات هیدرولیک و ترمز، رنگ‌ها، پوشش‌ها، جوهر، پلاستیک‌های مقاوم در برابر سرما، واکس و پولیش و جلادهنده، نایلون و مواد دارویی و عطر دارد.

## مواد غذایی و نگهدارنده
در صنایع غذایی، روغن کرچک (خوراکی) در افزودنی‌های مواد غذایی، طعم دهنده‌ها، آب نبات به عنوان یک مهارکننده غالب و در بسته‌بندی استفاده می‌شود. روغن کرچک پلی اکسی اتیل همچنین در صنایع غذایی استفاده می‌شود.
در هند، پاکستان، نپال و بنگلادش، دانه‌های روغنی با استفاده از روغن کرچک حفظ می‌شوند. روغن کرچک، برنج، گندم و حبوبات را از پوسیدن حفظ و متوقف می‌کند. برای مثال دالون تور حبوبات معمولاً در دسترس پوشش داده شده در روغن برای ذخیره‌سازی طولانی است.

## پزشکی
ایالات متحده اداره غذا و دارو آمریکا، روغن کرچک را طبقه‌بندی کرده به عنوان (به‌طور کلی و عمومی به عنوان ماده مؤثر و بی‌خطر به رسمیت شناخته شده) (گریس) برای بیش از ضد استفاده به عنوان ملین با سایت اصلی عمل روده باریک که در آن به هضم اسید ریسینولئیک منجر شده‌است. از نظر درمانی، داروهای مدرن به ندرت دریک حالت شیمیایی خالص داده شده بنابراین بیشتر مواد تشکیل دهندهٔ فعال با مواد جانبی یا مواد افزودنی ترکیب شده‌است.
روغن کرچک یا مشتق روغن کرچک از جمله کلیفر ال (سورفاکتانت غیر یونی است و به بسیاری از داروهای مدرن اضافه شده‌است از جمله:
مایکونازول، یک داروی ضد قارچی
پاکلیتاکسل، یک مهارکننده میتوزی مورد استفاده در شیمی درمانی سرطان
ساندیمون (تزریق سیکلوسپورین)، یک داروی ایمنی است که به‌طور گسترده‌ای برای کاهش فعالیت سیستم ایمنی بدن بیمار در ارتباط با پیوند عضو استفاده می‌شود.
نلفیناویرمسیلات یک مهارکننده پروتئازویروس ایدز
ساپرکنازول، یک داروی ضد قارچ تریازول (شامل امولفور ال -۷۱۹پی، مشتق روغن کرچک)
تاکرولیموس، یک داروی سرکوب‌کننده سیستم ایمنی (شامل پلی اکسیل ۶۰روغن کرچک هیدروژنه)
یک درمان موضعی برای زخم‌های پوست، ترکیبی از بلسان پرو، روغن کرچک و تریپسین است.Xendermپماد
برای حفظ اسیدیته واژن استفاده می‌شود oxyquinoline از روغن کرچک با اسید استیک و ricinoleic(تشکیل شده از اسید Aciژل

## استفاده دارویی جایگزین
روغن کرچک به عنوان یک درمان برای انواع شرایط سلامت انسان ترویج شده‌است. naturopathy در
ادعا شده‌است که استفاده از آن بر روی پوست می‌تواند به درمان سرطان کمک کند. با این حال، با توجه به جامعه سرطان آمریکا، شواهد علمی موجود ادعا می‌کند که روغن کرچک بر روی پوست درمان سرطان یا هر بیماری دیگر را پشتیبانی نمی‌کند.
روغن کرچک در محصولات آرایشی و همچنین در کرم‌ها به عنوان مرطوب‌کننده استفاده می‌شود. همچنین این ماده برای تقویت مو بسیار تأثیر گذار است و خاصیت ضدشوره ای دارد.

## پلی اورتان
روغن کرچک می‌تواند به عنوان پلی ال (الکل مصرفی) مبتنی بر زیست در صنعت پلی اورتان استفاده شود.
متوسط عملکرد (تعداد گروه‌های هیدروکسیل در هر مولکول تری گلیسرید) روغن کرچک ۲٫۷ است، پس از آن به‌طور گسترده‌ای به عنوان پلی ال سفت و سخت و پوشش استفاده می‌شود.

## صنعت
روغن کرچک دارای کاربردهای متعدد در حمل و نقل، موادآرایشی و دارویی و صنایع تولیدی به عنوان مثال: چسب، مایعات ترمز، رنگ مو، دی الکتریک مایع الکتریکی، هیومکتانت ، نایلون، پلاستیک مایعات هیدرولیک، جوهر، لاک، درمان چرم، گریس روان‌کننده‌ها، روغن‌های ماشین کاری، رنگ، رنگدانه، چسب پلی اورتان، گریس تبرید و یخ زدگی، لاستیک، مهر و موم، پارچه، پودرهای شست‌وشو و واکس‌ها
از آنجا که روغن کرچک دارای ثابت دی الکتریک نسبتاً بالا (۴٫۷) بسیار تصفیه شده و روغن کرچک خشک شده‌است گاهی اوقات به عنوان یک مایع دی الکتریک با کارایی بالای خازن ولتاژ بالا استفاده می‌شود.

## روغن کاری
روغن گیاهی به علت چربی خوب و قابلیت تجزیه بیولوژیکشان جایگزین خوبی برای روان‌کننده‌های نفتی مشتق شده‌است اما پایداری اکسیداتیو و دمای پایین محدودیت عملکرد استفاده گسترده آن هاست.
روغن کرچک دارای خواص چسبندگی (ویسکوزیته) بهتر در دمای پایین و روان کاری درجه حرارت بالاتر از بسیاری از روغن‌های گیاهی و به عنوان یک روان‌کننده در جت، دیزل و موتورهای ماشین مسابقه مفید است.
گرانروی روغن کرچک در ۱۰ درجه سانتی گراد، ۲۴۲۰ سانتی پوآز است. با این حال روغن کرچک تمایل دارد به صورت آدامس شود در یک زمان کوتاه و استفاده از آن در نتیجه به موتور که به‌طور منظم بازسازی محدود شده‌است مانند موتورهای مسابقه
قابلیت تجزیه بیولوژیک در نتیجهٔ کاهش پایداری در محیط زیست (نسبت به روان‌کننده‌های مبتنی بر نفت) در صورت انتشار اتفاقی است. شرکت روان‌کنندهٔ کاسترول نام خود را از روغن کرچک گرفته‌است.
روغن کرچک روان‌کنندهٔ ترجیح داده برای پمپ‌های دوچرخه است، به احتمال زیاد به این خاطر که مهر و موم‌های لاستیک طبیعی قابل حل نیست.